# Archispirostreptus beccarii
Archispirostreptus beccarii är en mångfotingart som beskrevs av Filippo Silvestri 1895. Archispirostreptus beccarii ingår i släktet Archispirostreptus och familjen Spirostreptidae. Inga underarter finns listade i Catalogue of Life.